# Флорія Тоска (фільм, 1981)
«Флорія Тоска» — радянський 2-серійний телефільм-опера радянських режисерів Романа Тихомирова і В'ячеслава Середи, знятий в 1981 році. Екранізація опери Джакомо Пуччіні «Тоска». Телефільм знятий на студії «Молдователефільм».

## Сюжет
Телефільм-опера є екранізацією опери «Тоска» Джакомо Пуччіні, написаної за сюжетом однойменної драми французького письменника Віктора Сарду.

## У ролях
- Марія Бієшу — Флорія Тоска
- Юрій Мазурок — барон Скарпіа
- Олександр Сластін — Маріо Каварадоссі (співає Михайло Мунтян)
- Григоре Григоріу — Чезаре Анжелотті (співає Ю. Ковальов)
- Петро Паньковокий — ризничий (співає Г. Паньков)

## Музиканти
- Звукозапис музики проведений на Всесоюзній фірмі «Мелодія»
- Симфонічний оркестр Великого театру СРСР
- Диригент —  Олександр Лазарєв
- Хормейстер — Станіслав Ликов

## Знімальна група
- автори сценарію — І. Глікман, Роман Тихомиров
- режисери-постановники — Роман Тихомиров, В'ячеслав Середа
- оператор-постановник — Микола Дегтяр
- художник-постановник — Олександр Сідалковський
- художник по костюмам — В. Михайленко
- художник–гример — Л. Козинець
- художник–декоратор — А. Георгієвський
- звукооператор — В. Сташевський
- режисер — А. Саранов
- оператор — В. Каранда
- асистенти режисера — В. Раку, І. Гайдрага
- асистент художника — Л. Касьян
- асистенти оператора — В. Дабіжа, А. Рошка
- монтаж — А. Кабаєва
- грим — А. Лукашевич
- майстер з освітлення — М. Тишаков
- хормейстер — А. Степанюк
- редактор — В. Мустяце
- адміністративна група — А. Райлян, А. Сілароза
- директор фільму — Петро Сирбу